# Бои за Ольговский лес
Бои за Ольговский лес — бои между ВС РФ и ВСУ в сентябре — ноябре 2024 года в Курской области юго-восточнее Коренево.
В результате начатого вечером 10 сентября в Кореневском районе Курской области контрнаступления ВС РФ в юго-восточном направлении к 14 сентября была занята Любимовка, и части ВСУ, безуспешно пытавшиеся в августе захватить Коренево, оказались полуокружёнными в районе южнее Ольговки в так называемом «Ольговском выступе» с крайними северо-западными позициями в Ольговском лесу.
В течение второй половины сентября — первой половине ноября ВС РФ пытались ликвидировать сохранявшийся выступ и проводили непрерывные атаки на его северный и южный фас — с севера от Ольговки и Кремяного и с юга — от Любимовки. В свою очередь, ВСУ пыталось контратаками с юга, от Дарьино и Зелёного Шляха, восстановить утраченные позиции и тем самым помочь полуокружённым подразделениям.
В первой декаде ноября ВС РФ смогли сузить район полуокружения, и 17 ноября министерство обороны РФ заявило, что российские войска в этом районе успешно окружили украинские войска в районе Ольговского леса. Численность окруженной группировки оценивалась примерно в 350 человек. МО РФ также заявило, что украинские военные попытались выйти из окружения малыми группами, но были уничтожены, а сейчас происходит «ликвидация» оставшихся.